# Banc modernista
El banc modernista és una obra de Gaspar Homar Mesquida, amb el disseny de les dones –músic de Josep Pey i Sebastià Junyent, i datada pels volts del 1900. El banc fa 106 x 164 x 62 cm. L'obra forma part del fons del Museu Abelló de Mollet del Vallès. Quan Gaspar Homar va fer aquest banc, ja havia superat les influències gòtiques, passant per l'Art Noveau del París del 1900, i finalment adopta un estil més nòrdic, amb la simplificació de les formes, treballant amb superfícies llises, decorades amb petits ornament de talla marqueteria. En aquest període Gaspar Homar, fa el disseny dels mobles de la Casa Trinxet i de la Casa Lleó Morera, d'entre d'altres. Hi ha variacions d'aquest banc en altres col·leccions.
Gaspar Homar, com a ebenista, va executar el banc, però el disseny de les marqueteries policromes amb les dones-músic, les van fer Sebastià Junyent i Josep Pey. Gaspar Homar, va col·laborar molts cops amb aquest artistes, en moltes de les seves obres. Homar, viva al carrer Bonavista, a tocar del taller de Sebastià Junyent i Josep Pey, segurament fruit d'aquesta coincidència, es va iniciar el seu treball col·laboratiu. El treball en equip que no és d'estranyar en el context del modernisme, on sobretot en les obres arquitectòniques, que eren concebudes com a obres totals, hi participaven tota mena de gremis (ceramistes, ebenistes, ferrers, picapedrers...)
El moviment simbolista apareix a Europa cap al 1880, però no arriba a Catalunya fins una dècada més tard. En ple moviment modernista, moblistes decoradors, utilitzaven determinats símbols en les seves obres. El simbolisme permetia anar més enllà del naturalisme, aproximar-se a un lloc de fantasia, il·lusió, on apareixien “personatges fantàstics”, com en aquest cas ho són les figures femenines que representen les muses de la música. Es considera la música com la síntesi de totes les arts, i es podria establir el paral·lelisme, com si el moble cantés .

## Descripció tècnica i artística
Banc amb espatllera que segueix unes línies molt rectes, tenint en compte el context artístic del moment, l'Art Nouveau i el seu “coup de fouet”. Així doncs, la simplicitat de les formes, seguint el primitivisme wagnerià que es comença a imposar a l'Europa central,i que marcarà tendència a la resta d'Europa, a partir de l'Exposició Universal de París (1900), queda contrastat, per la decoració que presenta en el respatller del banc. Tres plafons fets amb marqueteria d'embotit policromat, on es representen tres dones músic (una que toca la pandereta, una dona central que sembla que representa la dansa, mentre que la de la dreta toca la lira). Les dones músic van vestides amb vestits i indumentària pre-rafaelites. El sofà, va estar concebut per a un saló de música,això explica els motius de decoració del banc.
El banc presenta una estructura molt lineal. La part superior del respatller té una petita cornisa. Els tres plafons decoratius del respatller estan units per travessers que van a parar als muntants del respatller. Els braços, segueixen aquesta estructura simple, sense decoracions. Mentre que les potes del banc, presenten un cert moviment, recuperant la línia sinuosa que caracteritza el modernisme. Les potes estan unides amb una xambrana a la part frontal.
Així doncs, tenint en compte la simplicitat de les formes, en contraposició a l'elaborada decoració dels plafons del respatller, el que domina, no és l'estructura del moble, sinó la mateixa marqueteria amb la seva esplèndida decoració. En aquest cas, Gaspar Homar va treballar conjuntament amb Sebastià Junyent i Josep Pey, qui van ser els encarregats de dibuixar els plafons centrals de l'espatllera del banc
El banc està fet amb fusta de caoba, una fusta que era molt utilitzada en la Catalunya del segle xix. Les unions dels diferents elements (muntants, respatllers, potes) sembla que siguin a metxa i encolades. La decoració principal del banc està feta amb marqueteria. La marqueteria té una llarga tradició a Catalunya, i durant el modernismes es recupera amb molta força. Gaspar Homar va ser un dels moblistes decoradors més importants del modernisme, i que va fer un gran ús de la marqueteria en la seva obra.
Marqueteria d'embotit policroma en els plafons centrals, on hi ha les tres muses.
Dins dels materials constitutius de la marqueteria, no només hi ha diferents tipus de fusta (boix, sicòmor…), amb diferents colors (les fustes clares serveixen per fer les carnacions dels personatge), sinó que en els elements més decoratius de les figures femenines, polseres, diademes, arracades... hi ha petites incrustacions de nacre, i elements metàl·lics daurats.
Tant la xambrana, com el respatller, presenten petites cartel·les de xapa amb fulloles que semblen de noguera.